# Baram bur-eo joh-eunnal
Baram bur-eo joh-eunnal (hangeul: 바람 불어 좋은날, lett. Un buon giorno per il vento di soffiare; titolo internazionale Happiness in the Wind, conosciuto anche come A Good Day for the Wind to Blow) è un serial televisivo sudcoreano trasmesso su KBS1 dal 1º febbraio al 1º ottobre 2010.

## Trama
Kwon Oh-bok è una talentuosa diciannovenne che aspira a diventare una rinomata illustratrice. Desiderando trovare il padre che l'ha abbandonata quando sua madre morì dieci anni prima, Oh-bok si trasferisce a Seul, dove si guadagna da vivere vendendo mercanzia fatta a mano. Presto si scontra con Jang Dae-han, un uomo irascibile, ma solo, che lavora come disegnatore capo alla Well-Being Dairy, uno dei maggiori caseifici della Corea del Sud. Qui Oh-bok trova in seguito lavoro come disegnatrice e i loro battibecchi si trasformano gradualmente in sentimenti romantici, che li coinvolgono in un triangolo sentimentale con un vecchio amico della ragazza, Han Ki-chul. Mentre Dae-han inizia ad aprire il proprio cuore a Oh-bok, la madre di suo figlio, Choi Mi-ran, ereditiera di un'azienda rivale, torna in Corea per riallacciare i rapporti con lui e il figlio.

## Personaggi
- Kwon Oh-bok, interpretata da Kim So-eun
- Jang Dae-han, interpretato da Jin Yi-han
- Jang Man-se, interpretato da Seo Hyo-rim
- Jang Min-guk, interpretato da Lee Hyun-jin
- Kang Sang-jun, interpretato da Kang Ji-sub
- Lee Kang-hee, interpretata da Kim Mi-sook
- Choi Mi-ran, interpretata da Lee Sung-min
- Han Ki-chul, interpretato da Kang Eun-tak

### Personaggi secondari
- Kwon Yi-moon, interpretato da Jung Seung-ho
- Na Kkeut-soon, interpretata da Na Moon-hee
- Jang Jung-nam, interpretato da Kang In-duk
- Yoon Sun-hee, interpretata da Yoon Mi-ra
- Jang Dok-rip, interpretato da Kang Han-byeol
- Kang In-soo, interpretato da Kim Sung-hwan
- Cha Yeon-shil, interpretata da Na Young-hee
- Seo Dong-shik, interpretato da Kwon Oh-hyun
- Kim Nam-suk, interpretata da Ahn Hye-kyung
- Seo Hyo-ri, interpretata da Ju Hye-rin
- Ha Sol-ji, interpretata da Jung Da-young

## Colonna sonora
1. A Good Day for the Wind to Blow (Main Theme) (바람불어 좋은날 (Main Theme)) – Crissie
2. 사랑한다는 그 말 (오복 Theme) – Kang Shi-ra
3. 그대가 그립다 (대한 Theme) – Green Face
4. 처연 (강희 Theme) – Elina

## Riconoscimenti
| Anno | Premio           | Categoria                                  | Ricevente  | Risultato   |
| ---- | ---------------- | ------------------------------------------ | ---------- | ----------- |
| 2010 | KBS Drama Awards | Excellence Award, Actress in a Daily Drama | Kim So-eun | Candidato/a |
| 2010 | KBS Drama Awards | Excellence Award, Actor in a Daily Drama   | Jin Yi-han | Candidato/a |